# Честохвалов, Сергей Михайлович
Сергей Михайлович Честохвалов (17 сентября 1891 года, с. Дятлово, ныне Пронский район, Рязанская область — 17 июля 1941 года, пропал без вести в районе деревни Рибшево (Смоленская область)) — советский военный деятель, генерал-майор (4 июня 1940 года).

## Начальная биография
Сергей Михайлович Честохвалов родился 17 сентября 1891 года в селе Дятлово ныне Пронского района Рязанской области.

## Военная служба

### Первая мировая и гражданская войны
В 1914 году был призван в ряды Русской императорской армии, после чего рядовым и затем помощником командира взвода в чине младшего унтер-офицера в составе 300-го Заславского полка и комендантской роты штаба 50-го армейского корпуса принимал участие в боевых действиях на Западном фронте.
В октябре 1918 года был призван в ряды РККА и направлен в 18-ю стрелковую дивизию (6-я армия), где служил красноармейцем, письмоводителем 2-й бригады и сотрудником оперативной части дивизии. Принимал участие в боевых действиях в ходе Шенкурской операции, а также в освобождении Архангельска и Онеги.
В мае 1919 года был назначен на должность сотрудника информационного отдела штаба Туркестанской армии (Восточный фронт), которая вела боевые действия против войск под командованием генерала М. В. Ханжина и В. О. Каппеля, а также принимала участие в ходе Бугурусланской, Белебейской и Уфимской операций.
В июле 1919 года был назначен на должность делопроизводителя штаба Рязанского отряда ВОХР, а с марта 1920 года служил в 12-й бригаде ВОХР на должностях начальника информационного отделения, инструктора, председателя революционного трибунала бригады и военкома бригады.

### Межвоенное время
В декабре 1920 года был назначен на должность военкома 11-й отдельный бригады ВНУС, а с июля 1921 года служил в 17-й стрелковой дивизии на должностях помощника военкома 49-й бригады, военкома 33-го автомобильного отряда и 148-го стрелкового полка, начальника учётно-распределительного отдела политотдела дивизии, военкома автомобильного отряда дивизии, помощника военкома и военкома 50-го стрелкового полка.
В сентябре 1924 года был назначен на должность помощника начальника организационного отдела политического управления Московского военного округа, в ноябре — на должность военкома автомотополка, в декабре 1925 года — вновь на должность помощника начальника организационного отдела политического управления Московского военного округа, а в июле 1926 года — на должность помощника военкома 14-й стрелковой дивизии.
После окончания Военно-политических курсов при Военно-политической академии имени Н. Г. Толмачёва с сентября 1927 года служил на должностях помощника командира по политической части и начальника политического отдела Московской Пролетарской стрелковой дивизии, в марте 1929 года был назначен на должность военкома 55-й стрелковой дивизии, а в октябре 1930 года — на должность начальника политического отдела гарнизона Москвы.
В мае 1931 года был направлен на учёбу в Военную академию имени М. В. Фрунзе, после окончания которой в 1934 году был назначен на должность помощника командира 51-й стрелковой дивизии, в октябре 1935 года — на должность начальника восточного факультета Военной академии имени М. В. Фрунзе, в декабре — на должность начальника курсов усовершенствования политического состава, а в июле 1937 года — на должность военного комиссара Генштаба РККА.
В ноябре 1938 года Честохвалов был назначен на должность командира 99-й стрелковой дивизии (Киевский военный округ), в январе 1939 года — на должность командира 6-го стрелкового корпуса, а в июне 1941 года — на должность командира 25-го стрелкового корпуса (Северокавказский военный округ).

### Великая Отечественная война
С началом войны находился на прежней должности. Корпус под командованием Честохвалова с начала июля 1941 года вёл тяжёлые оборонительные боевые действия, а также принимал участие во фронтовом контрударе в районе Витебска и в Смоленском сражении. Во второй половине июля противник после прорыва обороны 19-й армии окружил корпус западнее Смоленска. Генерал-майор Сергей Михайлович Честохвалов с 17 июля 1941 года считался пропавшим без вести в районе населенного пункта Рибшево (Смоленская область). По утверждению донесения Главного военного прокурора В. И. Носова на имя Л. З. Мехлиса от 27 сентября 1941 года об обстоятельствах разгрома 25 ск, войсками корпуса генерал Честохвалов командовал плохо, легко поддавался панике, в результате уже на вторые сутки после прибытия на фронт управление было потеряно, при выходе из окружения уклонялся от боестолкновений с немцами (хотя первоначально с ним отходило более тысячи человек). При встрече с немецкой разведкой у Рибшево, якобы по словам видевших его командиров, пошёл к немцам с поднятыми руками.
По приговору Военной коллегии Верховного суда СССР от 5 мая 1942 года осужден заочно по ст. 58, п. 1 «б» УК РСФСР («измена Родине, совершенная военнослужащим, добровольная сдача в плен») и приговорён к высшей мере наказания.
Определением Военной коллегии Верховного суда СССР от 11 августа 1956 года дело в отношении Честохвалова было прекращено за отсутствием состава преступления.

## Воинские звания
- Комбриг (10 августа 1937 года);
- Комдив (21 января 1939 года);
- Генерал-майор (4 июня 1940 года).

## Награды
- Орден Красного Знамени (22.02.1938);
- Орден Отечественной войны 1-й степени (6.05.1965, посмертно);
- Юбилейная медаль «XX лет Рабоче-Крестьянской Красной Армии» (22.02.1938).